# Johannes von Muralt (Jurist)

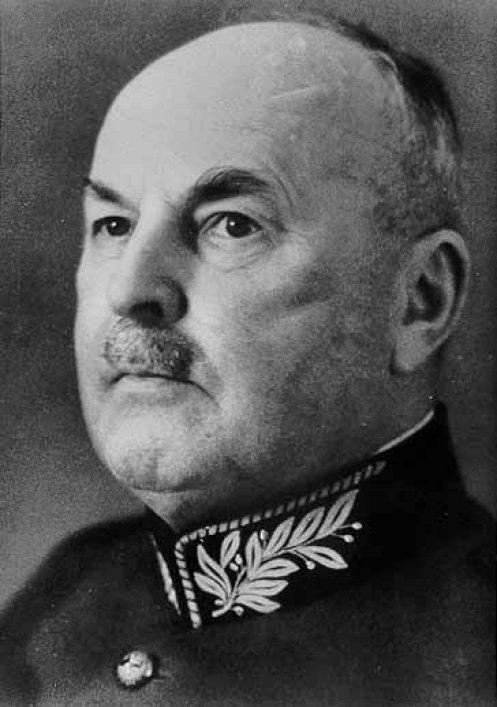
Johannes von Muralt

Johannes von Muralt (* 18. Juli 1877 in Zürich; † 10. November 1947 ebenda) war ein Schweizer Jurist und Offizier. Von 1938 bis 1946 wirkte er als Präsident des Schweizerischen Roten Kreuzes.

## Leben
Johannes von Muralt wurde 1877 in Zürich geboren und entstammte dem Zürcher Zweig des ursprünglich aus dem Tessin stammenden Adelsgeschlechts von Muralt. Er studierte Rechtswissenschaften an den Universitäten Berlin, München sowie Zürich, wo er Mitglied des Corps Tigurinia wurde, und schloss das Studium 1902 mit einer Dissertation über die parlamentarische Immunität in Deutschland und der Schweiz ab. Anschließend war er von 1903 bis 1907 Bezirksanwalt. 
Von 1908 bis 1932 wirkte er als Instruktionsoffizier der Artillerie in der Schweizer Armee. Im Jahr 1913 wurde er Offizier im Generalstab und 1926 zum Oberst sowie 1932 zum Divisionär befördert. Von 1932 bis 1937 war er im Rang eines Oberstdivisionärs Kommandant der Zürcher Felddivision 6. 
Im Jahr 1938 wurde er Präsident des Schweizerischen Roten Kreuzes und hatte das Amt bis 1946 inne. Während des Zweiten Weltkriegs war er von 1940 bis 1941 eidgenössischer Kommissär für Internierung und Hospitalisierung. Von 1944 bis 1945 übernahm er nach dem Tod von Norman Davis die Leitung der Liga der Rotkreuzgesellschaften, der heutigen Internationalen Föderation der Rotkreuz- und Rothalbmond-Gesellschaften. Er war damit seit der Gründung der Organisation im Jahr 1919 deren erster Chairman, der nicht aus den USA stammte. Sein Nachfolger wurde Basil O’Connor.
Johannes von Muralt starb 1947 in seiner Heimatstadt.

## Schriften
- Die parlamentarische Immunität in Deutschland und der Schweiz mit Berücksichtigung der Entwicklung derselben in England und Frankreich. 1902 (Diss.)
- Die Manöver der schweizerischen Armee. Zürich 1939
- Das Corps Tigurinia Zürich. 1850-1940. Zürich 1940